# Kossousøen
Kossousøen (fransk: Lac de Kossou ) er Elfenbenskystens største sø. Den ligger ved Bandama-floden i midten af landet. Det er en kunstig sø, skabt i 1973 ved en opdæmning af Bandama-floden ved Kossou (Kossoudæmningen). Omkring 75.000 Baouléfolk blev fordrevet fra det oversvømmede område.

## Historie
Kossou-søen blev dannet ved opførelsen af Kossoudæmningen tværs over Bandamafloden, som blev afsluttet i 1973. Dæmningsprojektet blev afsluttet i regi af FN's Udviklingsprogram, hvor det involverede agentur var Authorite de Valle du Bandama (ADV). En del af projektet var flytningen af omkring 75.000 mennesker fra 200 bosættelser til 54 nye landsbyer, som blev bygget af ADV, 32 i skovzonen og 22 i savannezonen . 22.000 mennesker blev genbosat, før vandet begyndte at stige i 1971.
Dæmningen er bygget af jord med stenfyld og er omkring 1.500 meter lang. Det opstemmede vand driver et vandkraftværk med en kapacitet på 174 megawatt. Når den er fuld, har søen en overflade der ligger 206 meter over havets overflade, en længde på 180 km og en bredde på 45 km, et område på 1.855 km2 og en kapacitet på 28,8 x 109 m3.
Udover at generere strøm, var formålet med at anlægge søen, at tilskynde lokalbefolkningen til at blive boende i området og bruge vandet til at vande deres afgrøder, og man håbede også, at der ville udvikle sig en fiskeindustri ved søen. I 1975 nåede søen en højde på 193 moh. og et overfladeareal der var omkring 50 % af dens fulde potentiale. I 1994 var det ikke udvidet yderligere på grund af et fald i nedbør i dets opland og en vis udvinding af vand ved opstemninger opstrøms.
Nedbøren i afvandingsområdet fortsatte med at være lavere end forudset, og søens overfladeareal forblev på omkring 50 % af det forventede, hvilket medførte at mange fordrevne landmænd krævede deres jord tilbage.:95 I 1983 ødelagde alvorlig tørke og omfattende skovbrande afgrøderne og forårsagede store økonomiske tab på kaffe- og kakaoplantagerne nær søen.
I 2019 overvejede man et projekt til at skabe et flydende solcelleanlæg på overfladen af søen. Det ville have en installeret effekt på mellem 10 og 20 megawatt.

## Dyreliv
Et tidligt træk ved søen var at der udviklede sig store bestande af den invasive muslingeblomst (Pistia stratiotes) på vandoverfladen. Der er flodheste og andre vanddyr ved søen, og der er registreret et stigende antal fugle, der lever her eller raster i området.
Før dæmningen blev bygget, var de dominerende fiskearter i floden Labeo coubie og Alestes rutilus, hvor Tilapia zillii blev fundet i stille bagvande. I 1975 fangede man nilaborren (Lates niloticus), Distichodus rostratus, Alestes baremoze, Brycinus nurse, Labeo senegalensis, Pellonula afzeliusi, den afrikanske smørmalle (Schilbe mystus) og ålemalle (Clarias anguris) i søen.